# 649년

## 연호
- 당(唐) 정관(貞觀) 23년
- 신라(新羅) 태화(太和) 3년
- 일본(日本) 다이카(大化) 5년

## 기년
- 당(唐) 태종(太宗) 23년
- 신라(新羅) 진덕여왕(眞德女王) 3년
- 고구려(高句麗) 보장왕(寶臧王) 8년
- 백제(百濟) 의자왕(義慈王) 9년

## 사건
- 당 태종의 '정관의 치'라는 태평성대가 종식되다.
- 이세민의 황자인 이치(李治, 당 고종)가 황위를 승계한다.
- 7월 - 교황 마르티노 1세, 74대 로마 교황으로 취임.
- 음력 8월, 백제 의자왕은 좌장 은상(左將 殷相)을 보내, 정예병 7천명을 거느리고, 신라의 석토성(石吐城) 등 일곱 성을 쳐서 빼앗았다. 신라 장군 김유신(庾信)·진춘(陳春)·천존(天存)·죽지(竹旨) 등이 이를 맞아 치니, 전세가 불리해지고 흩어진 병사들을 수습하여, 도살성(道薩城) 아래에 진을 치고 다시 싸웠으나, 백제군이 패배하였다.
- 음력 11월, 백제, 천둥이 치고, 얼음이 얼지 않았다.
- 이슬람, 동로마 제국의 이집트 전역을 점령하다.
- 이슬람, 동로마 제국의 키프로스를 공격했으나 실패하다.

## 사망
- 당나라의 2대 황제 당 태종 이세민(唐太宗 李世民)
- 5월 14일 - 교황 테오도로 1세, 73대 로마 교황.
- 남부여(南扶餘)의 무신(武臣) 은상(殷相)

## 참고 문헌
- 김부식 (1145), 《삼국사기》  〈권28 백제본기 제육(百濟本紀第六) 의자왕(위키문헌 번역본)〉  /(국사편찬위원회 > 한국사데이타베이스 번역본)